# 小顶冰花
小顶冰花（学名：Gagea hiensis），为百合科顶冰花属下的一个植物种。